# Furcula meridionalis
Furcula meridionalis är en fjärilsart som beskrevs av Dyar 1892. Furcula meridionalis ingår i släktet Furcula och familjen tandspinnare. Inga underarter finns listade i Catalogue of Life.